# Aix-en-Pévèle

Aix-en-Pévèle este o comună în departamentul Nord, Franța. În 1 ianuarie 2022 avea o populație de 1.348 de locuitori.